# Vitele
Vitele (en carélien : Videl, en finnois : Vitele, en russe : Ви́длица, Vidlitsa) est une municipalité rurale du raïon d'Olonets en république de Carélie.

## Géographie
La commune de Vitele est située au bord de la rivière Vitelenjoki, à 40 kilomètres au nord-ouest d'Olonets.
La municipalité de Vitele a une superficie de 1 226 km2 soit 496 km2 sans le lac Ladoga.
Vitele est bordée au nord par Vieljärvi du raïon de Priaja, à l'est par Kovera du raïon d'Olonets, au sud-est par Salmi du raïon de  Pitkäranta et au sud par le lac Ladoga et l'oblast de Léningrad.
La majeure partie du territoire est boisée.
Vitele est traversé par les rivières Miinalanjoki, Tuuloksenjoki, Vitelenjoki, Nousemajoki (Novzema), Keidoja, Lepista, Kanabro-oja, Karoja, Samotuz et Ylijoki (Julijegi).
Les principaux lacs sont Ladoga, Sinemuksa, Perttijärvi (Pertjarvi), Nousemajärvi (Novzemskoje), Kedjärvi et Kalijärvi,.

## Démographie
Recensements (*) ou estimations de la population
| 2009  | 2010  | 2013  | - |
| ----- | ----- | ----- | - |
| 1 929 | 1 733 | 1 632 | - |